# Verceanî, Strîi
Verceanî (în ucraineană Верчани) este un sat în comuna Pidhirți din raionul Strîi, regiunea Liov, Ucraina.

## Demografie
Componența lingvistică a localității Verceanî
     Ucraineană (98,75%)
     Alte limbi (0,69%)
Conform recensământului din 2001, majoritatea populației localității Verceanî era vorbitoare de ucraineană (98,75%), existând în minoritate și vorbitori de alte limbi.